# Élections législatives grecques de 1892

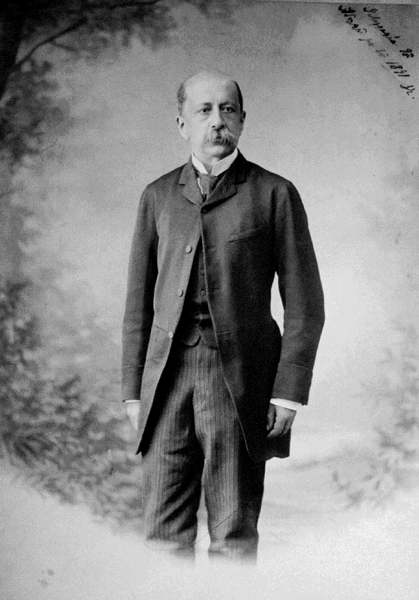
Photographie de Charilaos Trikoupis, vainqueur des élections de 1892.

Les élections législatives grecques anticipées du 15 mai (3 mai a.s.) 1892 élurent les membres du parlement grec. Les partisans de Charílaos Trikoúpis ou Nouveau Parti arrivèrent en tête ; leur leader devint Premier ministre le mois suivant.

## Fonctionnement du scrutin
Conformément à la constitution de 1864, les élections se déroulèrent au suffrage masculin direct et secret. Depuis 1877, hormis quelques exceptions, tous les hommes de plus de 21 ans étaient électeurs. Les députés étaient répartis en proportion de la population de la province : un député pour 10 000 habitants ; avec un minimum de 150 députés. Une loi de 1862 stipulait de plus que les Grecs « hétérochtones » (vivant hors des frontières du pays, à l'inverse des « autochtones » vivant à l'intérieur) étaient aussi électeurs.
Les députés étaient élus à la majorité absolue, au niveau provincial. Chaque électeur disposait d'autant de votes qu'il y avait de candidats. Les électeurs, la plupart analphabètes, ne votaient pas avec des bulletins, mais avec des boules de plomb. Il y avait autant d'urnes qu'il y avait de candidats. L'électeur glissait la main dans l'urne et plaçait sa boule soit à droite (partie blanche, inscrite « oui »), soit à gauche (partie noire, inscrite « non »). Les urnes étaient en acier recouvert de laine pour éviter qu'un bruit quelconque informe de la façon dont l'électeur avait voté. Le député qui avait obtenu la majorité (en principe), mais proportionnellement le plus de voix (dans la réalité) était élu.

## Contexte
L'endettement de la Grèce à la suite de la politique de modernisation du gouvernement Trikoupis ainsi que sa politique extérieure lui avait fait perdre les législatives de 1890. Son successeur Theódoros Deligiánnis avait été incapable de redresser le pays amenant la dévaluation de la drachme. La principale exportation du pays, le raisin de Corinthe, ne se vendait plus. En 1891, pour la première fois, le pays connut un phénomène d'émigration. La crise diplomatique avec la Bulgarie ne se résolvait pas. Le roi Georges Ier exigea la démission de son Premier ministre, le 17 février 1892, entraînant des législatives anticipées.

## Résultats
Les partis étaient alors plutôt identifiés par le nom de leur chef de file.
Il y avait 207 sièges à pourvoir. Les partisans de Charílaos Trikoúpis ou Nouveau Parti arrivèrent largement en tête avec 160 sièges (77,3 % de l'assemblée), loin devant l'« opposition unie ». Charílaos Trikoúpis devint Premier ministre.
| Partisans de Charílaos Trikoúpis ou Nouveau Parti           | 160 |
| Opposition unie                                             | 47  |
| Total                                                       | 207 |
| Source : Pantelis, Koutsoubinas, Gerapetritis, 2010, p. 855 |     |